# Heacham
Heacham is een civil parish met 4750 inwoners in Norfolk, Engeland.
Heacham is historisch mede bekend om Pocahontas, een Amerindiaan. Zij is getrouwd geweest met John Rolfe, met wie zij begraven ligt in de kerk van Heacham.